# Janusz Weychert
Janusz Weychert (ur. 4 sierpnia 1929 w Krakowie, zm. 11 czerwca 2012 w Warszawie) – polski scenarzysta i reżyser.
W 1948 ukończył klasę humanistyczną w I Liceum Ogólnokształcącym im. Jana Smolenia w Bytomiu, a w 1954 Państwową Wyższą Szkołę Filmową w Łodzi.

## Filmografia
- Jest autorem programu, który nadawany był codziennie w TVP 1 - Był taki dzień, przypomniał on wydarzenia z rozmaitych dziedzin, które miały miejsce tego dnia w różnych krajach i różnych epokach.
- 2002: Tajne taśmy SB – scenariusz
- 1990: Kramarz – reżyser II
- 1989: Kanclerz – reżyser II
- 1988: Niezwykła podróż Baltazara Kobera – współpraca reżyserska
- 1987: Komediantka (serial tv) – reżyser II
- 1986: Komediantka – reżyser II
- 1985: Osobisty pamiętnik grzesznika przez niego samego spisany – reżyser II
- 1984: Pismak – współpraca reżyserska
- 1983: Thais – reżyser II
- 1983: Marynia – współpraca reżyserska (przy serialu)
- 1983: Dom świętego Kazimierza – reżyser II
- 1982: Nieciekawa historia – współpraca reżyserska
- 1981: Karabiny – scenariusz
- 1980: Zamach stanu – reżyser II
- 1980: Krach operacji terror – reżyser II
- 1978: Rodzina Połanieckich – współpraca reżyserska
- 1977: Lalka (1977; serial tv) – współpraca reżyserska
- 1976: Zagrożenie – współpraca reżyserska
- 1975: Doktor Judym – reżyser II
- 1974: Ile jest życia – reżyser II
- 1973: Hubal – współpraca reżyserska
- 1972: Poślizg – reżyser II
- 1972: Kaprysy Łazarza – scenariusz
- 1971: Agent nr 1 – współpraca reżyserska
- 1970: Pejzaż z bohaterem – współpraca reżyserska
- 1966: Cierpkie głogi – reżyseria, scenariusz
- 1964: Obok prawdy – reżyseria, scenariusz
- 1964: Koniec naszego świata – reżyser II
- 1962: Między brzegami – reżyser II
- 1961: Kwiecień – reżyser II
- 1959: Tysiąc talarów – reżyser II
- 1958: Dezerter – reżyser II
- 1956: Zemsta – asystent reżysera
- 1954: Autobus odjeżdża 6.20 – asystent reżysera